# Fadrique von Kastilien

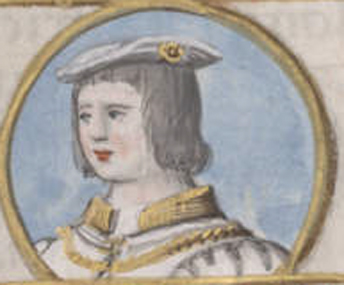
Fadrique von Kastilien (fiktives Porträt)

Fadrique von Kastilien (* 1223 in Guadalajara; † 1277 in Burgos) war der zweite Sohn (und somit Infant) König Ferdinands III. von Kastilien und seiner Gemahlin Beatrix von Schwaben.

## Leben und Tod
Zur Regelung von Erbfragen unternahm Fadrique als junger Mann im Jahr 1240 eine Reise an den Hof Kaiser Friedrichs II. in Italien. Wahrscheinlich nahm er auch an der Rückeroberung (reconquista) Sevillas (1248) teil. Außerdem beauftragte er die Übersetzung der Geschichtensammlung Libro de los engaños e los asayamientos de las mujeres, die meist als „Sendebar“ abgekürzt wird. Die Auseinandersetzungen mit seinem älteren Bruder, dem seit 1252 regierenden Alfons X., über verschiedene Angelegenheiten führten ihn und seinen jüngeren Bruder Enrique im Jahr 1260 ins Exil am Hof des Emirs und Kalifen Muhammad I. al-Mustansirs in Tunis; wenige Jahre später ging er an den Hof Manfreds von Sizilien, an dessen Seite er im Jahr 1266 an der Schlacht bei Benevent teilnahm. Die dortige Niederlage führte zu einem erneuten Aufenthalt in Tunis, doch im Jahr 1267 ging er nach Sizilien, wo er erfolglos agierte. Zwei Jahre später flüchtete er erneut nach Tunis.
Im Jahr 1272 söhnte Fadrique sich mit seinem Bruder Alfonso aus, doch war er wenige Jahre später an einer Verschwörung gegen ihn beteiligt, was zu seiner Enthauptung im Jahr 1277 führte.
Die Gebeine Fadriques wurden zunächst in eine Abfallgrube (vielleicht sogar in eine Latrine) geworfen. Fünf Jahre später ließ sein Neffe Sancho IV. sie exhumieren und in den (heute nicht mehr existenten) Convento de la Santísima Trinidad in Burgos übertragen. Angeblich wurden sie Jahrhunderte später nach Salamanca verbracht, doch sind sie bereits seit langem verschwunden.

## Ehe und Nachkommen
Auf einer seiner Italienreisen schloss Fadrique die Ehe mit der Grafentochter Beatriz de Malespina; aus der Ehe ging eine Tochter, Beatriz Fadrique († 1277), hervor. Daneben hatte er noch mehrere uneheliche Nachkommen.